# Darling (Gulmi)
Darling (nep. दार्लुङ) – gaun wikas samiti w zachodniej części Nepalu w strefie Lumbini w dystrykcie Gulmi. Według nepalskiego spisu powszechnego z 2001 roku liczył on 540 gospodarstw domowych i 2912 mieszkańców (1549 kobiet i 1363 mężczyzn).